# Collimonas
Collimonas è un genere di batteri nella famiglia delle Oxalobacteraceae e, come tutti i proteobatteri, sono Gram-negativi.